# 1605
Реформація •  Епоха великих географічних відкриттів •  Ганза •  Нідерландська революція •  Річ Посполита •  Запорозька Січ

## Геополітична ситуація
Османську імперію очолює Ахмед I (до 1617). Під владою османського султана перебувають Близький Схід та Єгипет, Середземноморське узбережжя Північної Африки, частина Закавказзя, значні території в Європі: Греція, Болгарія та Сербія. Васалами османів є Волощина, Молдова й Трансильванія й Кримське ханство.
Священна Римська імперія — наймогутніша держава Європи. Її територія охоплює, крім німецьких земель, Угорщину з Хорватією, Богемію, Північну Італію. Її імператором є Рудольф II з родини Габсбургів (до 1612).
Габсбург Філіп III Благочестивий є королем Іспанії (до 1621) та Португалії. Йому належать Іспанські Нідерланди, південь Італії, Нова Іспанія та Нова Кастилія в Америці, Філіппіни. Португалія, попри правління іспанського короля, залишається незалежною. Вона має володіння в Бразилії, в Африці, в Індії, на Цейлоні, в Індійському океані й Індонезії.
Північ Нідерландів займає Республіка Об'єднаних провінцій. Король Франції — Генріх Наваррський. Королем Англії є Яків I Стюарт (до 1625). Король Данії та Норвегії — Кристіан IV Данський (до 1648), Швеції — Карл IX Ваза (до 1611). На Апеннінському півострові незалежні Венеціанська республіка та Папська область.
Королем Речі Посполитої, якій належать українські землі, є Сигізмунд III Ваза (до 1632). На півдні України існує Запорозька Січ.
У Московії став правити Лжедмитрій I (до 1606). Існують Кримське ханство, Ногайська орда.
Шахом Ірану є сефевід Аббас I Великий (до 1629).
Значними державами Індостану є Імперія Великих Моголів, Біджапурський султанат, султанат Голконда, Віджаянагара. У Китаї править династія Мін. В Японії почався період Едо.

## Події

### В Україні
- Григорій Ізапович розбив під Корсунем Велику Ногайську орду з султаном Бухаром на чолі.
- Флотилія Григорія Ізаповича захопила в абордажному бою під Білгородом 10 ворожих галер, потім повернула до Кілії, яку десантом взяла за кілька годин бою. На зворотному шляху погромили Варну і звільнили чимало невільників.
- У поході Ізаповича Іван Сулима потрапив у османський полон на довгих 15 років.

### У світі
- 1 квітня — Лев XI обраний Папою Римським.
- 27 квітня — Павло V обраний Папою Римським.
- 28 липня — російська цариця Марія Федорівна (шоста дружина Івана Грозного) публічно визнала Лжедмитрія І своїм сином.
- 31 липня — Лжедмитрій I вінчаний на московський трон.
- 27 вересня — війська Речі Посполитої розбили шведів під Кірхгольмом.
- 5 листопада — в Англії викрито Порохову змову.
- Після смерті Бориса Годунова царем Московії став його син Федір II Годунов.
- Після смерті Акбара Великого імперію Великих моголів очолив його син Джаханґір.
- Триває Турецько-перська війна (1603—1618). Контрнаступ османських військ зазнав невдачі.
- Сьогуном Японії став після зречення батька Токуґава Хідетада.
- зникло Темниківське князівство

## Культура
- Надруковано перший том «Дон Кіхота».
- Йоганн Каролус почав видавати в Страсбурзі першу в світі газету.
- Френсіс Бекон опублікував «Успіх навчання».

## Народились
- 8 квітня — Філіп IV, король Іспанії та Португалії (1621–1665)
- Бріньольфур Свейнссон — ісландський релігійний діяч, філолог і поет

## Померли
- 23 квітня — На 53-му році життя помер цар Московії Борис Годунов
- 26 жовтня — В Агрі помер 63-літній правитель імперії Великих Моголів (з 1556 року) Акбар Великий